# Bosumes
Bosumes (em aquiem: Bosume Akyem) são o menor subgrupo dos aquiéns e um dos povos acãs no Gana. Vivem na Região Oriental do país. Seu principal centro é a cidade de Aquiém Suedru. São em sua maioria fazendeiros, mas há crescente número de trabalhadores manuais e profissionais. Segundo estimativas de 1999, há 30 000 bosumes.